# Piles
Piles – gmina w Hiszpanii, w prowincji Walencja, we wspólnocie autonomicznej Walencja, o powierzchni 3,94 km². W 2011 roku liczyła 2877 mieszkańców.